# Club Athletico Cornélio Procópio
O Club Athletico Cornélio Procópio é um clube de futebol brasileiro com sede na cidade de Cornélio Procópio, no estado do Paraná.

## História

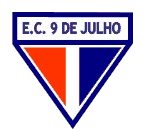
Escudo utilizado na época pelo clube.

O time foi fundado em 10 de dezembro de 1974, pelo Laurindo Myamoto, José Lagana e outros.
No ano seguinte, a equipe foi campeã da Segunda Divisão Paranaense, esse sendo o principal título da equipe.[carece de fontes?] Em 1977, o 9 de Julho foi treinado pelo ex-jogador do Santos, Coutinho. A última participação do clube na elite paranaense deu-se no ano de 1991.
No dia 24 de novembro de 2020, o clube recebou o diploma de utilidade pública estadual.

## Títulos
| ESTADUAIS | ESTADUAIS                       | ESTADUAIS | ESTADUAIS  |
|           | Competição                      | Títulos   | Temporadas |
| --------- | ------------------------------- | --------- | ---------- |
|           | Campeonato Paranaense - Série B | 1         | 1975       |

## Estatísticas
| Competição | Competição            | Temporadas | Melhor campanha | Estreia | Última | P | R |
| Paraná     | Campeonato Paranaense | 7          | 9° lugar (1978) | 1976    | 1991   |   | 1 |
| Paraná     | Segunda Divisão       | 2          | Campeão (1975)  | 1975    | 1988   | 1 | – |